# Tadeusz Musioł

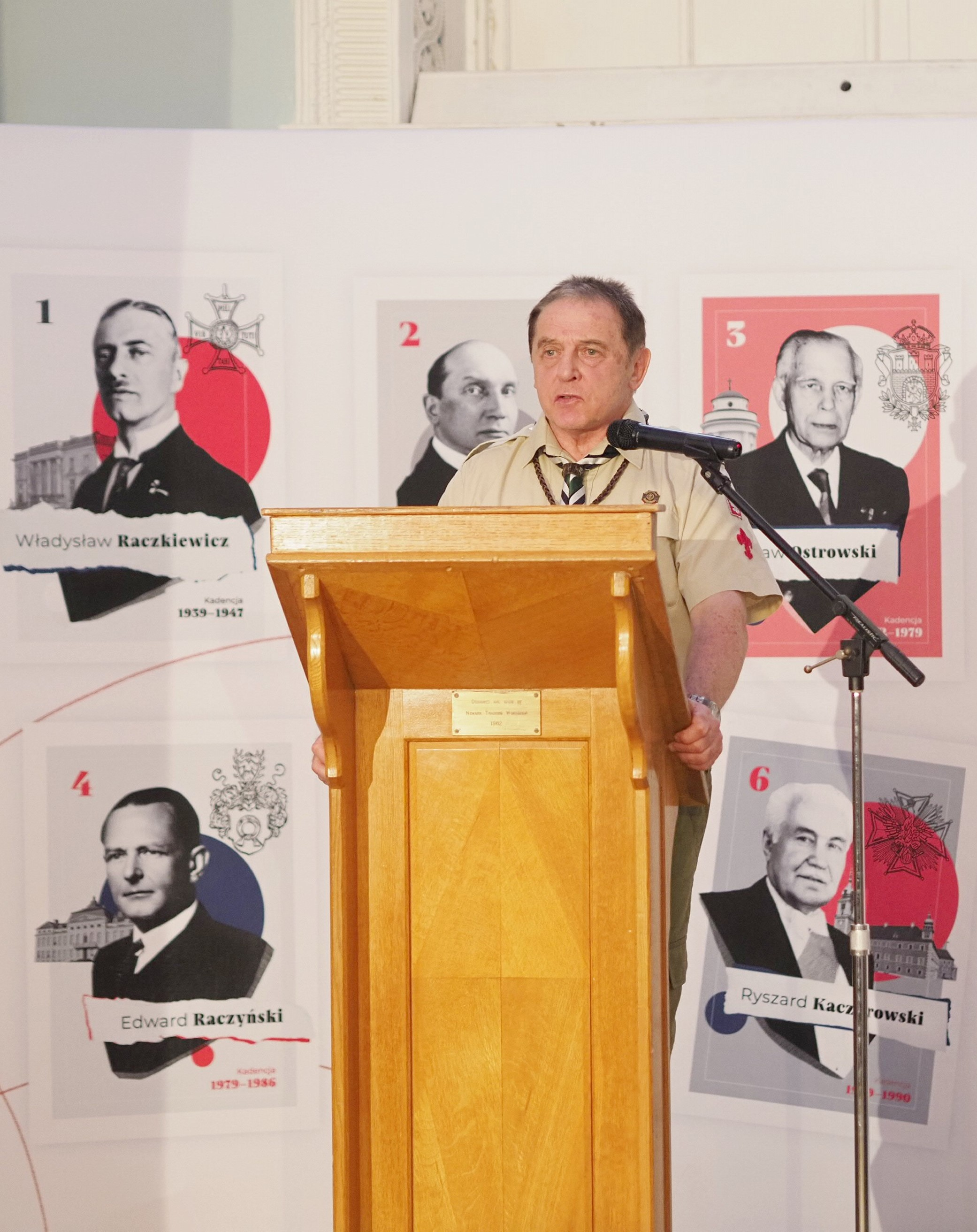
Tadeusz Musioł podczas uroczystości pożegnalnych w Wielkiej Brytanii w Newark szczątków trzech Prezydentów RP na uchodźstwie - Władysława Raczkiewicza, Augusta Zaleskiego i Stanisława Ostrowskiego.

Tadeusz Musioł (ur. marzec 1948 roku w Wielkiej Brytanii) – harcmistrz, polityk, doktor filozofii, podsekretarz stanu w rządzie Kazimierza Sabbata w latach 1978–1979.

## Życiorys
Urodził się w marcu 1948 roku jako syn emigrantów polskich w Wielkiej Brytanii. Jego matka, Jadwiga z domu Liszko (ur. 1925 r.) była córką Stefana Liszko, dowódcy 6 Pułku Kaniewskich Ułanów w Stanisławowie. Sama Jadwiga w 1939 roku jako 14-letnia dziewczyna zaangażowała się w kolportaż ulotek we Lwowie, za co złapana, została wywieziona na Sybir przez Sowietów. Potem wraz z tysiącami innych polskich obywateli przepłynęła do Persji i Palestyny, gdzie służyła jako sanitariuszka w szpitalu polowym. Po niemałych perturbacjach (okręt, którym płynęła do Wielkiej Brytanii został storpedowany i zatonął; matka Tadeusza ocalała jednak) dotarła do Szkocji, gdzie pracowała jako siostra szpitalna w Czerwonym Krzyżu. Ojciec Tadeusza Musioła pochodził ze Śląska. Po klęsce wrześniowej przedostał się przez Rumunię na Środkowy Wschód i wstąpił do Brygady Strzelców Karpackich. Przeszedł z nimi cały szlak afrykański, uczestnicząc w walkach pod Gazalą i Tobrukiem. W Anglii zgłosił się do sił powietrznych. Z uwagi na słaby wzrok nie otrzymał jednak powołania. Wówczas wstąpił do Cichociemnych. Podczas szkoleń w Szkocji poznał Jadwigę i ożenił się.
W młodości Tadeusz Musioł mieszkał w Manchesterze. Studiował tam psychologię, a następnie filozofię. Już w tym okresie silnie angażował się w życie Polonii. Był m.in. wiceprezesem Zrzeszenia Polskich Studentów i Absolwentów na Uchodźstwie. Działał na rzecz nagłośnienia mordu oficerów polskich w Katyniu, pisząc do różnych gazet, dzienników oraz do Izby Lordów. Plakaty i ulotki drukował wraz z innymi działaczami własnym sumptem. Od najmłodszych lat był członkiem Związku Harcerstwa Polskiego.

Od 12 lipca 1978 roku do 9 kwietnia 1979 roku był podsekretarzem stanu w rządzie Kazimierza Sabbata. Był wówczas najmłodszym wiceministrem w rządzie RP na uchodźstwie.

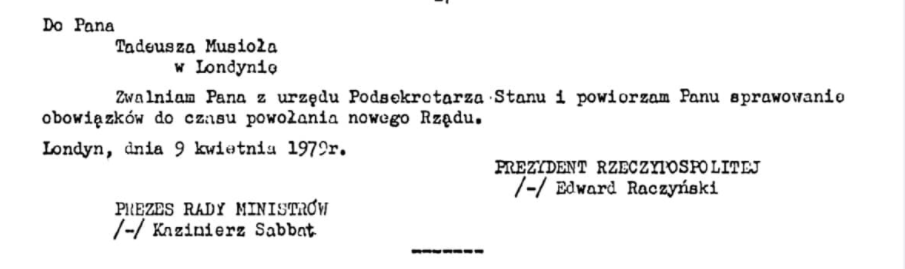
Zwolnienie ze stanowiska podsekretarza stanu

Po wprowadzeniu stanu wojennego w Polsce Ludowej, zorganizował manifestacje w Manchesterze, podczas której stoczniowcom rozdawano ulotki nakłaniające do solidarności z działaczami opozycji antykomunistycznej. Dzięki manifestacji Polaków w porcie został zatrzymany na kilka miesięcy rosyjski okręt “Woroneż”.
Był członkiem Rady Narodowej w latach 1983–1991.
Po upadku komunizmu, uczył w polskiej szkole, obronił pracę doktorską z filozofii i działał dalej w harcerstwie jako komendant hufca.